# 小野町 (横浜市)
小野町（おのちょう）は、神奈川県横浜市鶴見区の地名。「丁目」のない単独行政地名。住居表示未実施区域。

## 地理
鶴見区の南部に位置し、東に下野谷町、南東に弁天町 、南に末広町と接している。過去には鶴見大橋の対岸（現：生麦）も町内の一部であった。

## 歴史
かつて横浜市に編入前のこの場所は、橘樹郡鶴見町大字小野新田であった。
- 1927年（昭和2年）
  - 4月1日 - 横浜市に編入。横浜市小野町となる[7]。
  - 10月1日 - 横浜市の区制施行により、鶴見区が新設。横浜市鶴見区小野町となる[8]。
- 1936年（昭和11年）12月8日 - 鶴見臨港鉄道工業学校前停留場が開業。
- 1941年（昭和16年）4月1日 - 栄町通、向井町、下野谷町、浜町、大東町、寛政町、弁天町、朝日町、汐入町、本町通、仲通の新設に伴い、潮田町の一部を編入[9]。
- 1942年（昭和17年）12月16日 - 横浜小野郵便局が開局。
- 1943年（昭和18年）7月1日：鶴見臨港鉄道線国有化に伴い、工業学校前停留場が駅に昇格、鶴見小野駅に改称。
- 1949年 - 朝鮮学校閉鎖令が発令され、 鶴見朝鮮学院が横浜市立下野谷小学校小野分校に改称。
- 1962年（昭和37年）9月18日 - 土地区画整理事業に伴い、汐入町の一部を編入[10]。
- 1965年（昭和40年）- 
  - 学校法人の認可を受けた横浜市立下野谷小学校小野分校が神奈川朝鮮学園鶴見朝鮮初級学校となる。
  - 8月2日 - 午前1時頃、鶴見小野駅西側の住宅密集地で火災が発生。20棟が焼失[11]。
- 1967年（昭和42年）
  - 5月1日 - 生麦・大黒地区の住居表示の実施に伴い、一部を生麦二丁目、生麦五丁目に編入[6]。
  - 7月3日 - 横浜小野郵便局が町内で移転。
- 1970年 - 鶴見小野駅駅前に伊勢屋酒店が開業[12]。
- 1971年（昭和46年）3月1日：鶴見小野駅が無人駅化[13][14]。自動券売機を設置[14]。
- 2002年（平成14年）3月22日：鶴見小野駅にてICカードSuica供用開始[15]。
- 2018年（平成30年）9月10日 - 横浜小野郵便局が廃止。
- 2022年（令和4年）2月28日：鶴見小野駅にて自動券売機の営業を終了[16]。
- 2024年（令和6年）5月1日 - 鶴見朝鮮初級学校が閉校[17]。

## 世帯数と人口
2025年（令和7年）6月30日現在（横浜市発表）の世帯数と人口は以下の通りである。
| 町丁   | 世帯数    | 人口    |
| ------ | --------- | ------- |
| 小野町 | 1,345世帯 | 2,442人 |

### 人口の変遷
統計情報による人口の推移。
| 年                 | 人口  |
| ------------------ | ----- |
| 1969年（昭和44年） | 3,541 |
| 1974年（昭和49年） | 2,738 |
| 1979年（昭和54年） | 2,246 |
| 1984年（昭和59年） | 2,161 |
| 1989年（平成元年） | 2,001 |
| 1994年（平成6年）  | 2,003 |
| 1999年（平成11年） | 1,935 |
| 2004年（平成16年） | 2,766 |
| 2009年（平成21年） | 2,709 |
| 2014年（平成26年） | 2,601 |
| 2019年（令和元年） | 2,501 |
| 2024年（令和6年）  | 2,460 |

### 世帯数の変遷
統計情報による世帯数の推移。
| 年                 | 世帯数 |
| ------------------ | ------ |
| 1969年（昭和44年） | 1,147  |
| 1974年（昭和49年） | 798    |
| 1979年（昭和54年） | 826    |
| 1984年（昭和59年） | 801    |
| 1989年（平成元年） | 778    |
| 1994年（平成6年）  | 958    |
| 1999年（平成11年） | 979    |
| 2004年（平成16年） | 1,306  |
| 2009年（平成21年） | 1,353  |
| 2014年（平成26年） | 1,283  |
| 2019年（令和元年） | 1,304  |
| 2024年（令和6年）  | 1,329  |

## 学区
市立小・中学校に通う場合、学区は以下の通りとなる（2024年11月時点）。
| 番・番地等                               | 小学校               | 中学校             |
| ---------------------------------------- | -------------------- | ------------------ |
| 1番地〜32番地、 36番地、 68番地〜148番地 | 横浜市立下野谷小学校 | 横浜市立潮田中学校 |
| 33番地〜35番地、 37番地〜67番地          | 横浜市立汐入小学校   | 横浜市立寛政中学校 |

## 自治会
踏切を挟み、東側は小野町自治会館、西側は小野第二自治会館と別れている。この要因によって地域住民は小野町東部を「小野第一」、西部を「小野第二」と呼称している。

## 事業所
2021年（令和3年）現在の経済センサス調査による事業所数と従業員数は以下の通りである。
| 町丁   | 事業所数 | 従業員数 |
| ------ | -------- | -------- |
| 小野町 | 76事業所 | 1,275人  |

### 事業者数の変遷
経済センサスによる事業所数の推移。
| 年                 | 事業者数 |
| ------------------ | -------- |
| 2016年（平成28年） | 84       |
| 2021年（令和3年）  | 76       |

### 従業員数の変遷
経済センサスによる従業員数の推移。
| 年                 | 従業員数 |
| ------------------ | -------- |
| 2016年（平成28年） | 1,014    |
| 2021年（令和3年）  | 1,275    |

## 交通
- 東日本旅客鉄道 鶴見線
  - 鶴見小野駅

## 施設
- 横浜市立横浜サイエンスフロンティア高等学校・附属中学校

## その他

### 日本郵便
- 郵便番号 : 230-0046[3]（集配局：鶴見郵便局[22]）

### 警察
町内の警察の管轄区域は以下の通りである。
| 番・番地等 | 警察署     | 交番・駐在所 |
| ---------- | ---------- | ------------ |
| 全域       | 鶴見警察署 | 本町通交番   |